# Extra EA-300
Екстра 300 — спортивний літак, моноплан, має практично необмежені можливості в аеробатиці. Розроблений Вальтером Екстра, німецьким спортивним пілотом в 1987 році під брендом заснованої ним компанії Extra Flugzeugbau. Силова установка — інжекторний двигун Lycoming AEIO-540 потужністю 300 к. с. (224 кВт).
Основний літак підготовчого етапу Challenger світової серії з вищого пілотажу Red Bull Air Race.

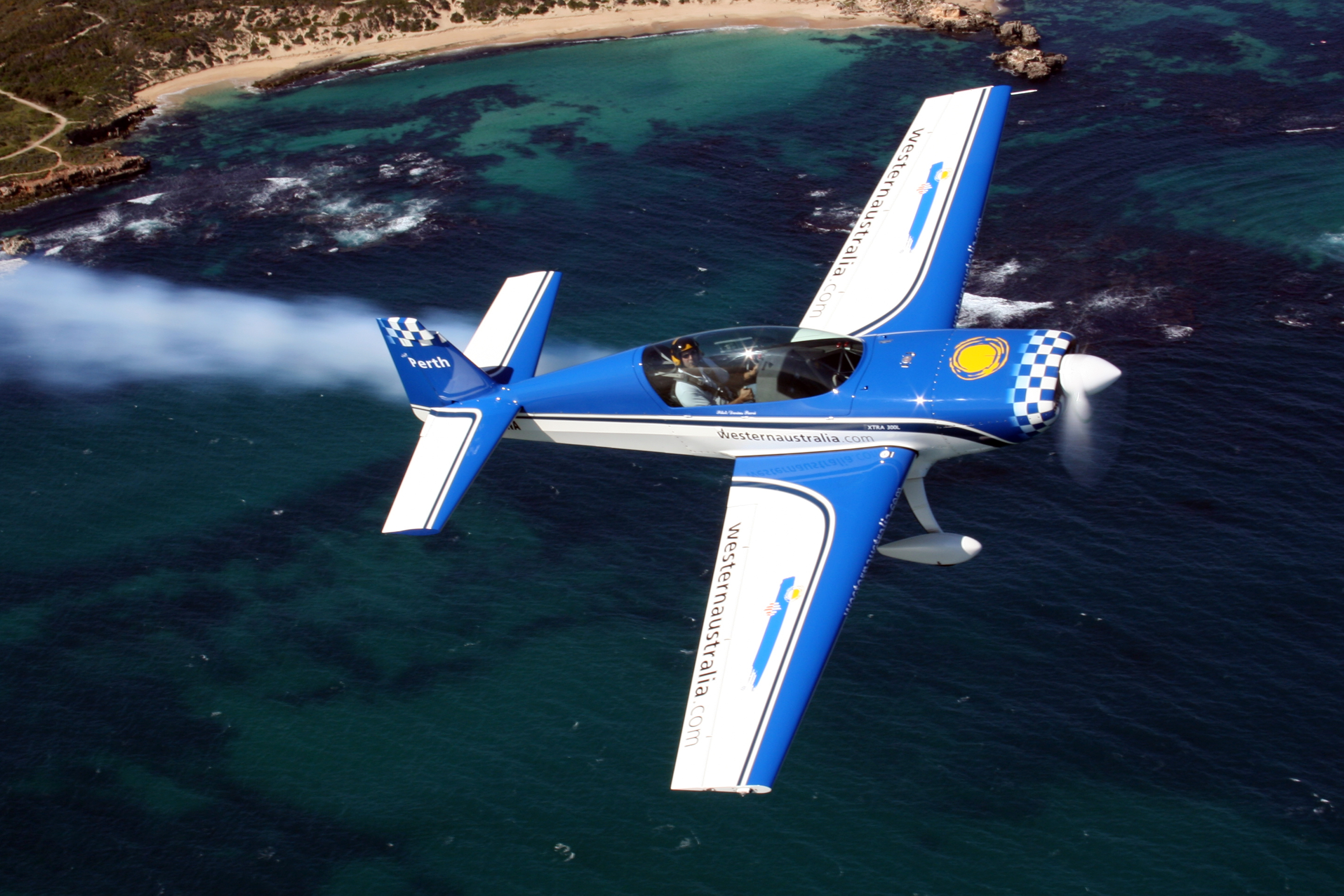
Extra 300L над Пертом, Австралія

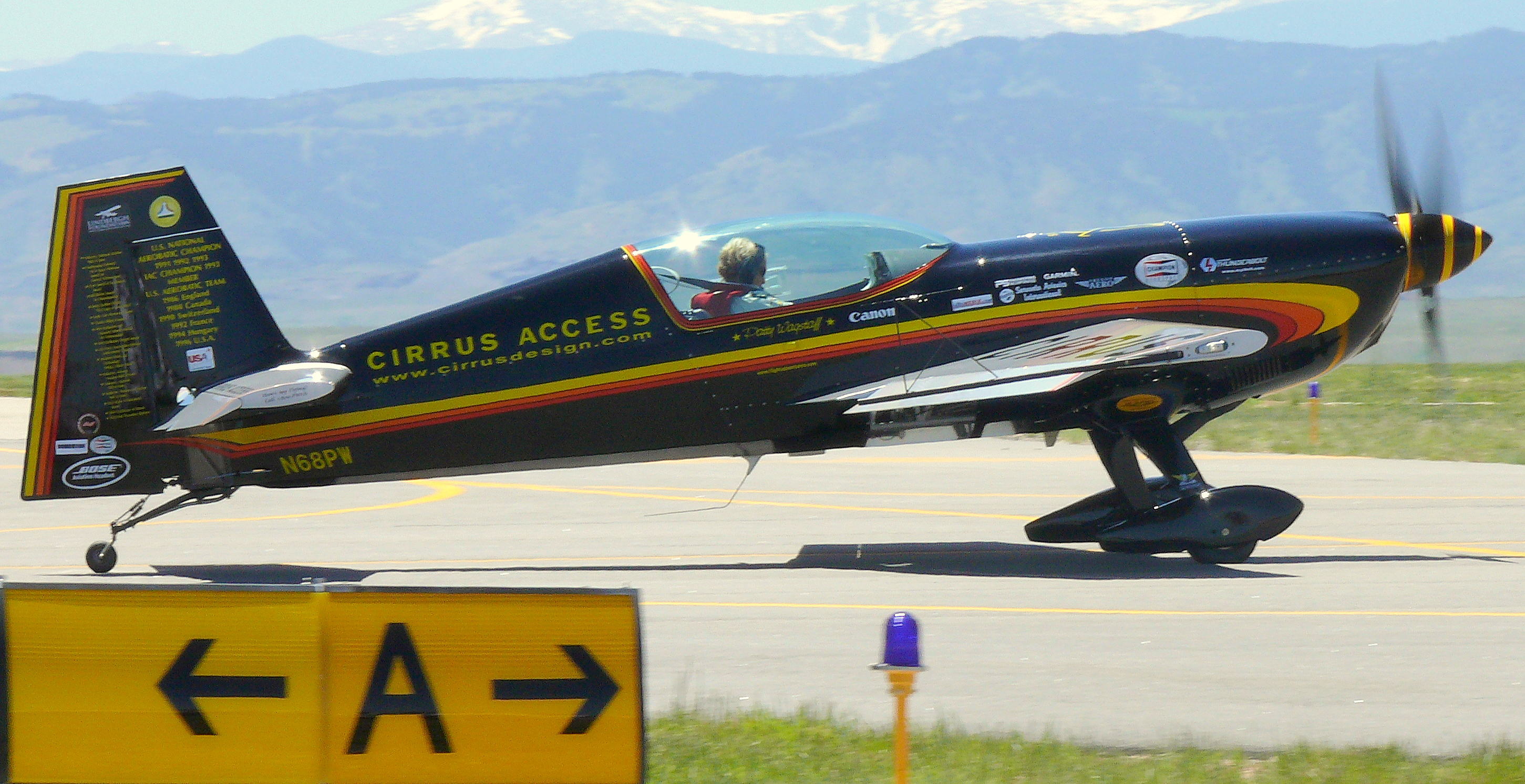
Extra 300S, що належить льотчиці Петті Вангстафф. Це фото наглядно демонструє крило із нульовим кутом установки і нульовим кутом поперечного V. Таке крило дуже рідко використовується в звичайних літаках, але в пілотажних літаках необхідне

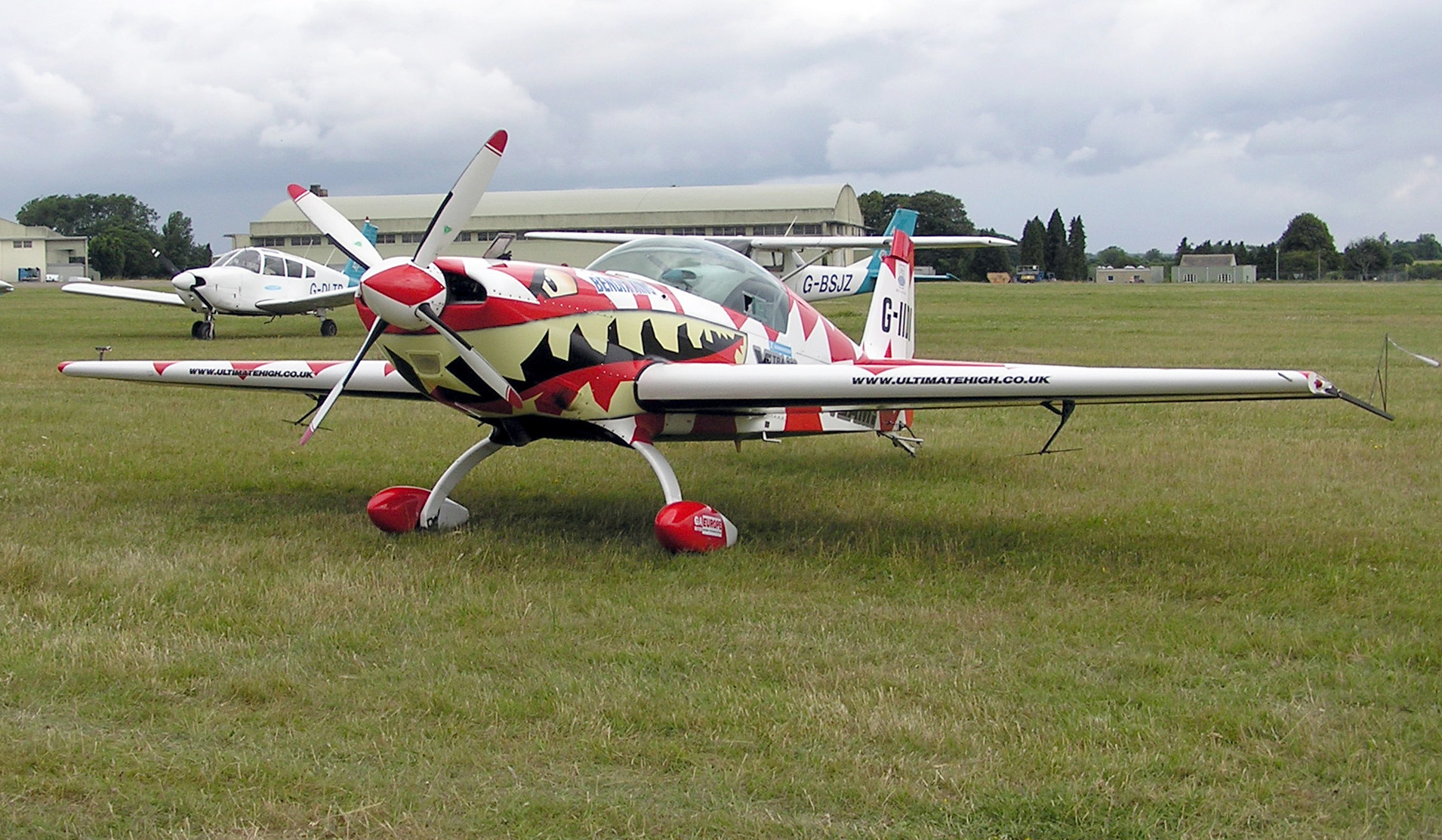
Крило літака Extra 300L встановлено трохи нижче на фюзеляжі.

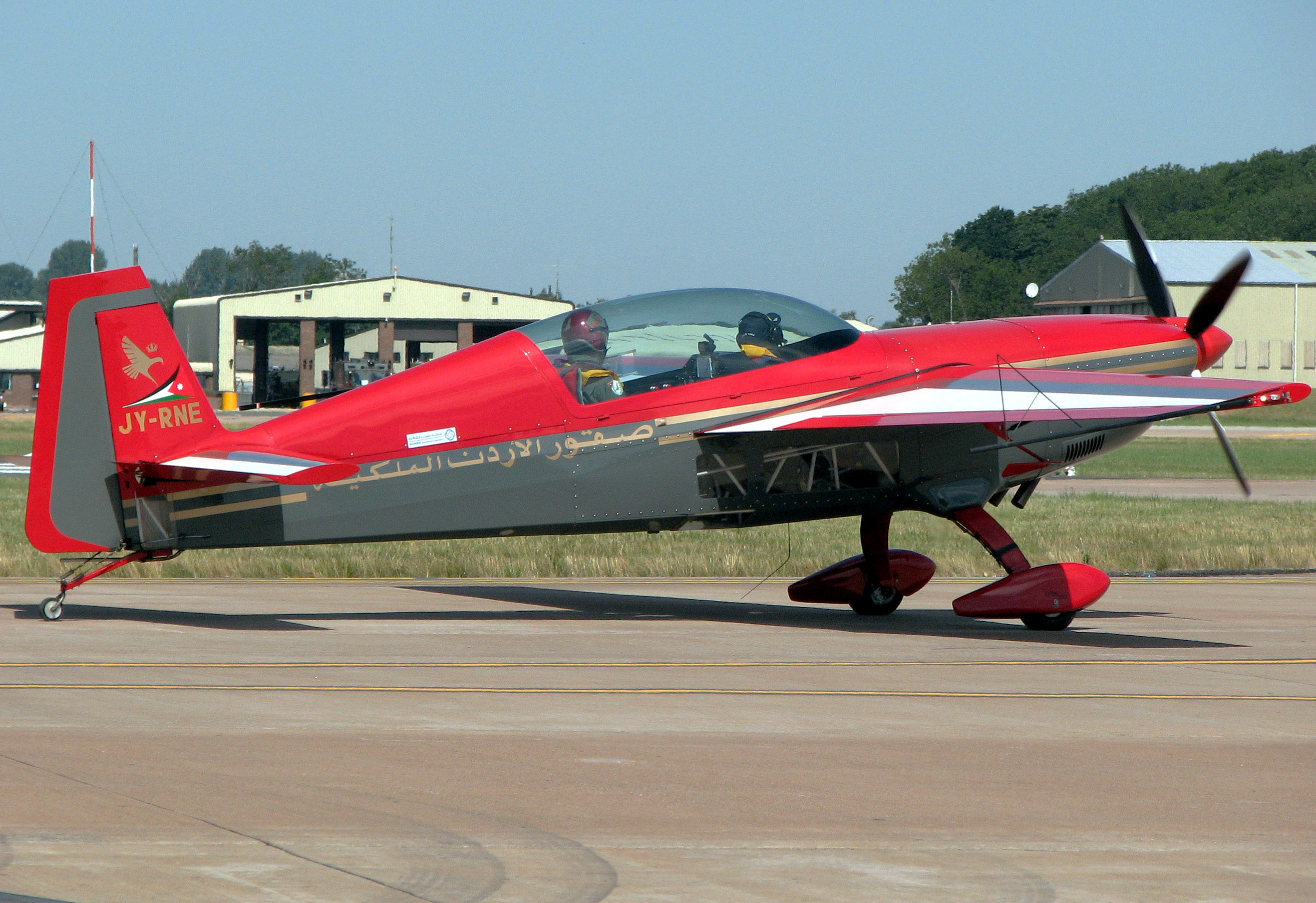
Extra 300 йорданської пілотажної групи «Королівські Соколи» показує готовність до злету

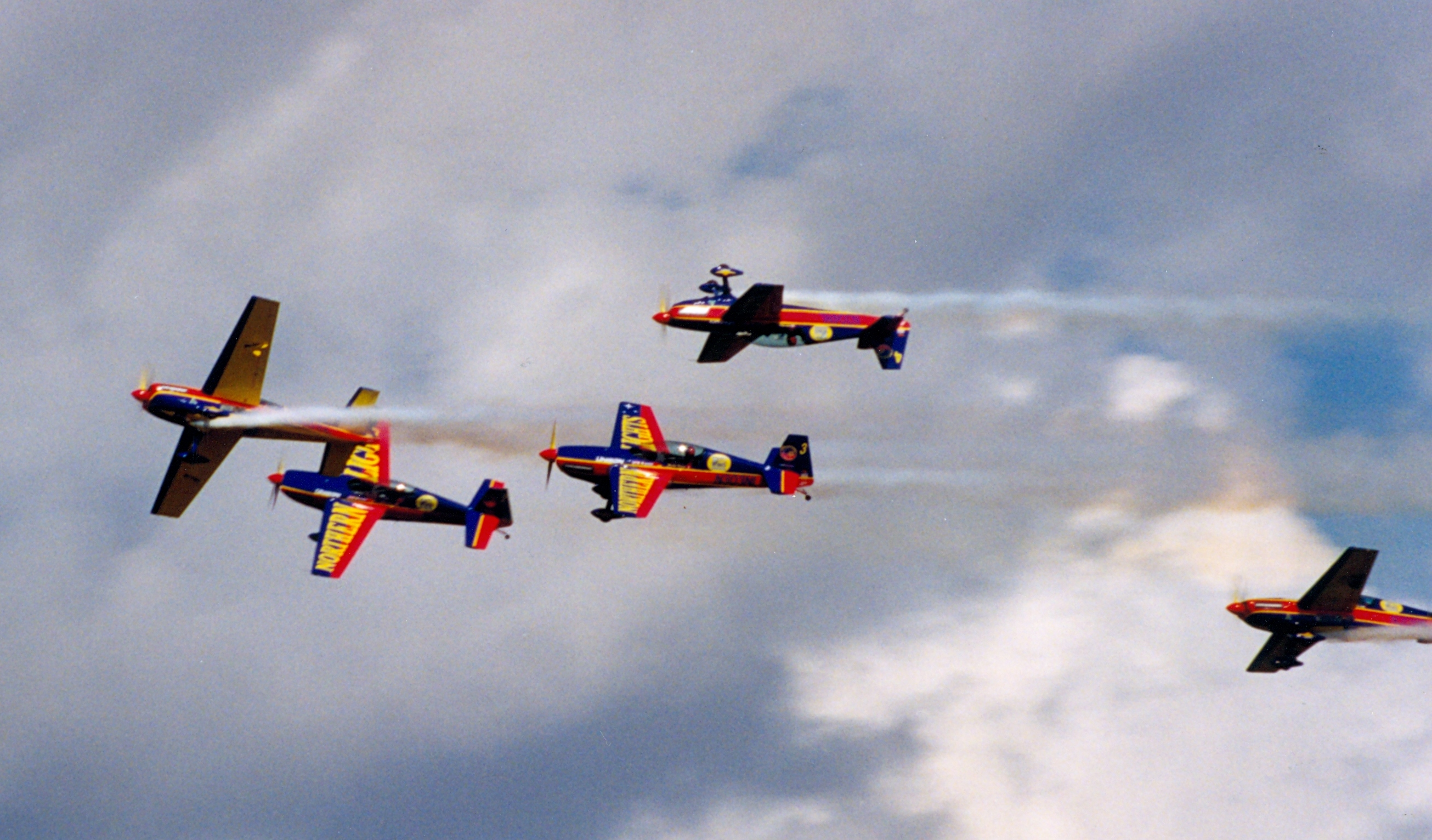
Пілотажна група Northern Lights в польоті

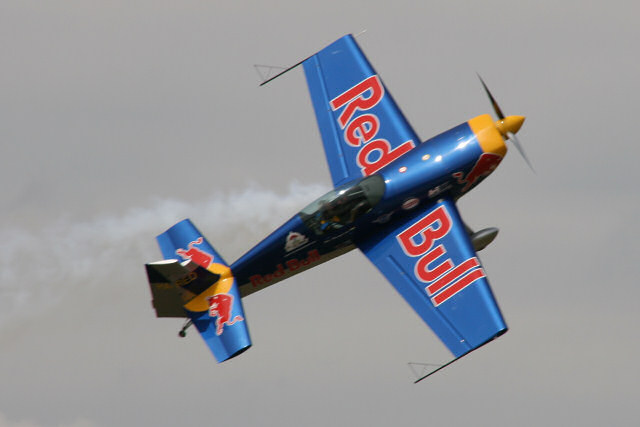
Петер Бешений пілотує Extra 300S. Kraków Air Show 2007.

## Дизайн
Extra 300 успадкував дизайн від Extra 230, літака ранніх 1980-х, що мав дерев'яне крило. Extra 300 має зварний фюзеляж, покриття алюмінієве і тканинне. Середньорозташоване крило має каркарс із вуглецевого волокна і таку ж обшивку.

## Технічні характеристики
- Екіпаж: 1 або 2 людини (залежно від модифікації)
- Довжина: 6.95 м
- Висота на стоянці: 2.20 м
- Розмах крила: 7.39 м
- Площа крила: 10.44 м2
- Маса порожнього: 682 кг
- Максимальна злітна: 952 кг
- Запас палива: 199.5 л
- Двигуни: 1 ПД Lycoming AEIO-540-L1B5
- Потужність: 1 х 300 к.с.

## Льотні характеристики
- Максимальна швидкість:
  - за приладами: 408 км/год
  - пілотування: 317 км/год
- Максимальна вертикальна швидкість:
  - на злітному режимі біля землі: 16 м/с
- Дальність польоту: 944 км
- Практична стеля: 4875 м
- Тривалість польоту: 2 години
- Максимально допустимі перевантаження:
  - позитивна: 9 G
  - негативна: 6 G
- Довжина розбігу:
- Довжина пробігу:

## Модифікації
300
Оригінальна двомісна версія.
300S
300S — одномісна версія із зменшеним розмахом крил на 50 см і оснащений більшими елеронами. Угорський льотчик Петер Бешений пілотує Extra 300S. Петер виграв авіазмагання Ред Бул Ейррейс у 2003 році.
330SXExtra 330SX — подальший розвиток 300S із ширшим рулем напрямку, більшим рулем висоти і потушнішим двигуном Lycoming AEIO-580 в 330 к. с. Деякі 300S-ті продавалися із «великим хвостом» 330SX. Пізніше 330SX був замінений на 330SC.
300SP
300SP — потужніша версія 300S. Вагу було зменшено, а хвіст було інстальовано від 330SX. Випуск цієї моделі вже припинено, вона замінена моделлю 330SC.
300SHP
300SHP (HP=High performance) — несертифікована версія 300SP з двигуном Lycoming AEIO-580.
300SRExtra 300SR — модифікація із високопіднятим крилом для Red Bull Air Race World Series. Був запланований дебют у липні 2007, проте поки що використовуються Zivko Edge 540.
300LExtra 300L — двомісна версія із двигуном Lycoming AEIO-540 із нижньорозташованим крилом і укороченим фюзеляжем. Модель Extra 300L («L» — двомісна версія) випустили у більшій кількості, ніж інші моделі. Крило розташоване внизу фюзеляжу, а його довжину було зменшено із 7.925 до 7.315 м. Покращені елерони 300L можуть обертатися із швидкістю до 400 градусів за секунду. Всі моделі з індексом L повністю сертифіковані за правилами FAA та Європейської Joint Aviation Authorities.
300LP
300LP («P» — «performance») — полегшена версія 300L, перероблена для кращих льотних характеристик, використовується для змагань і авіашоу.
330SCExtra 330SC — одномісний літак з двигуном Lycoming AEIO-580, також літак швидше заходить у крен і швидше виходить, створений спеціально для змагань в категорії «Unlimited». Це єдина одномісна версія пілотажного літака, що в даний час випускає Extra.
330LXExtra 330LX — двомісний літак з двигуном Lycoming AEIO-580.
330LTExtra 330LT — двомісний літак з двигуном Lycoming AEIO-580, адаптований для туристів. Він має кабіну EFIS і знижену швидкість крену в порівнянні з 330LX.
330LEExtra 330LE — одномісний літак із електродвигуном від Siemens, потужністю 260 kW і масою 50 кг. У четвер 23 березня 2017 року Extra 330LE встановив два нових рекордів швидкості (швидкість 340 км/год на відстані 3 км і буксирування планера LS8-neo на висоту 600 м за 76 с), цитата Siemens: «At the Dinslaken Schwarze Heide airfield in Germany, the electric aircraft reached a top speed of around 340 kilometers per hour (km/h) over a distance of three kilometers. On Friday, March 24, 2017, the Extra 330LE gave another premiere performance by becoming the world's first electric aircraft to tow a glider into the sky».

## Втрати
2 червня 2013 року під час авіашоу на підмосковному аеродромі Велике Гризлово при виконанні фігури вищого пілотажу «плоский штопор» літак Extra-330SC вдарився об землю (не вистачило висоти). Пілот, переможець змагання, Олександр Андреенков помер від отриманих травм в момент аварії.

## Цікаві факти
- На літаку Extra 330lx літав чемпіон світу з вищого пілотажу у складі команди WIAC2019 Тимур Фаткуллін, на ньому ж українець і став чемпіоном світу.[7]